# Emerick Setiano

a Compétitions nationales et continentales officielles uniquement.

b Matchs officiels uniquement.
Dernière mise à jour le 19 juillet 2025.
Emerick Setiano, né le 19 juillet 1996 à Angers, est un joueur international français de rugby à XV. Originaire des îles Wallis et Futuna, il évolue au poste de pilier. Il mesure 1,83 m pour 119 kg.
Il est retenu dans le groupe des 31 joueurs qui participe à la coupe du monde 2019 au Japon.

## Biographie
En juillet 2016, il figure sur la Liste développement de 30 joueurs de moins de 23 ans à fort potentiel que les entraîneurs de l'équipe de France suivent pour la saison 2016-2017.
En novembre 2017, il est sélectionné avec les Barbarians français pour affronter les Māori All Blacks au Stade Chaban-Delmas de Bordeaux. Les Baa-Baas parviennent à s'imposer 19 à 15.
En juin 2018, il est de nouveau appelé pour jouer avec les Barbarians français qui affrontent les Crusaders puis les Highlanders en Nouvelle-Zélande. Il est titulaire lors du premier test puis remplaçant lors du second, les Baa-baas s'inclinent 42 à 26 à Christchurch puis 29 à 10 à Invercargill.
En 2025, il quitte Toulon pour rejoindre l'Aviron bayonnais, où il s'engage jusqu'en 2027. 

## Palmarès
- Vainqueur du Champion d'Europe des moins de 18 ans en 2015 avec l'équipe de France des moins de 18 ans
- Challenge européen :
  - Finaliste (1) : 2020 et 2022

## Statistiques

### Coupe du monde
| Édition    | Rang               | Résultats France | Résultats Setiano | Matchs Setiano |
| ---------- | ------------------ | ---------------- | ----------------- | -------------- |
| Japon 2019 | Quart de finaliste | 3 v, 0 n, 1 d    | 2 v, 0 n, 1 d     | 3/4            |